# Jan Tamáš
Jan Tamáš (* 9. června 1976, Kostelec nad Orlicí) český manažer, politik a aktivista, který byl předsedou Humanistické strany a mluvčím iniciativy Ne základnám.
Pochází z Kostelce nad Orlicí. Vystudoval pražskou ČVUT, obor Automatické řízení a inženýrská informatika (1995–2002), v roce 2007 získal doktorát v oboru Technická kybernetika. Podle jím napsaného textu na serveru blisty.cz žil dva roky v USA. Od roku 1997 působí v Humanistickém hnutí. Uvádí se, že podniká v oblasti poradenství (IT).
Za Humanistickou alianci kandidoval v roce 2004 do Evropského parlamentu, v roce 2006 vedl pražskou kandidátku Humanistické strany ve volbách do Poslanecké sněmovny. Od roku 2005 je předsedou této strany. Podílel se na založení iniciativy Ne základnám (2006) a byl také jedním z jejích mluvčích. Na téma americké radarové základny často poskytuje rozhovory pro různá česká i zahraniční média.

## Názory
Jako politický aktivista vystupoval zejména proti politice americké vlády, požadoval vystoupení Česka z NATO, kritizoval systém tržní ekonomiky (kapitalismus), je proti násilnému řešení konfliktů, je pro multikulturní společnost.
Několikrát navštívil Spojené státy, setkal se např. s Noamem Chomskym.
Mezi 13. květnem a 2. červnem 2008 na sebe upoutal pozornost proklamovaným držením hladovky proti plánované výstavbě amerického radaru na území Česka. Za hladovku ovšem prohlašoval stav, kdy se živil čaji a ovocnými džusy, které bývají energeticky poměrně vydatné. Dotázaný lékař v tisku to označil za „falešnou hladovku“ a příznivce výstavby radaru Jiří X. Doležal se Tamášovu iniciativu 
pokusil zesměšnit držením obdobné diety „pro radar“.